# 수로부인
수로부인(水路夫人, ?~?)은 신라 성덕왕 때의 순정공(純貞公) 부인이다.

## 생애
남편이 강릉 태수로 부임하던 중, 바닷가에서 점심을 먹게 되었다. 바닷가 벼랑에 핀 척촉(躑躅,진달래꽃)을 갖고 싶어 했는데 아무도 나서는 사람이 없었다. 마침 암소를 몰고 가던 노인이 이를 꺾어 주면서 《헌화가》를 지어 바쳤다 한다. 그 이틀 뒤에 일행이 명주(溟州)를 향해 가다가 임해정(臨海亭)이라는 곳에서 점심을 먹고 있었는데, 갑자기 용이 나타나 수로 부인을 바닷속으로 끌고 갔다. 그때 한 노인이 순정공에게 "옛말에 이르기를 여러 입은 쇠도 녹이다고 하니, 이제 바다 속의 미물인들 어찌 여러 입을 두려워하지 않으리오. 경내의 백성을 모아서 막대기로 언덕을 치면 부인을 찾을 수 있을 것이오"라고 말하여 그대로 하였더니 수로 부인이 나왔다고 한다. 수로 부인은 절세미인이어서 산과 바다를 지날 때, 여러 번 신물(神物)에게 붙들려 갔다고 전한다.

## 가계
- 남편 : 이찬(伊飡) 김순정(金順貞)
  - 딸 : 삼모부인(三毛夫人)
  - 사위 : 신라 제35대왕 경덕왕
  - 아들 : 김의충(金義忠)
    - 손자 : 김옹(金邕)
    - 손녀 : 만월부인(滿月夫人)
    - 손부 : 신라 제35대왕 경덕왕
      - 외증손자 : 신라 제36대왕 혜공왕